# Markuskapelle (Taisersdorf)

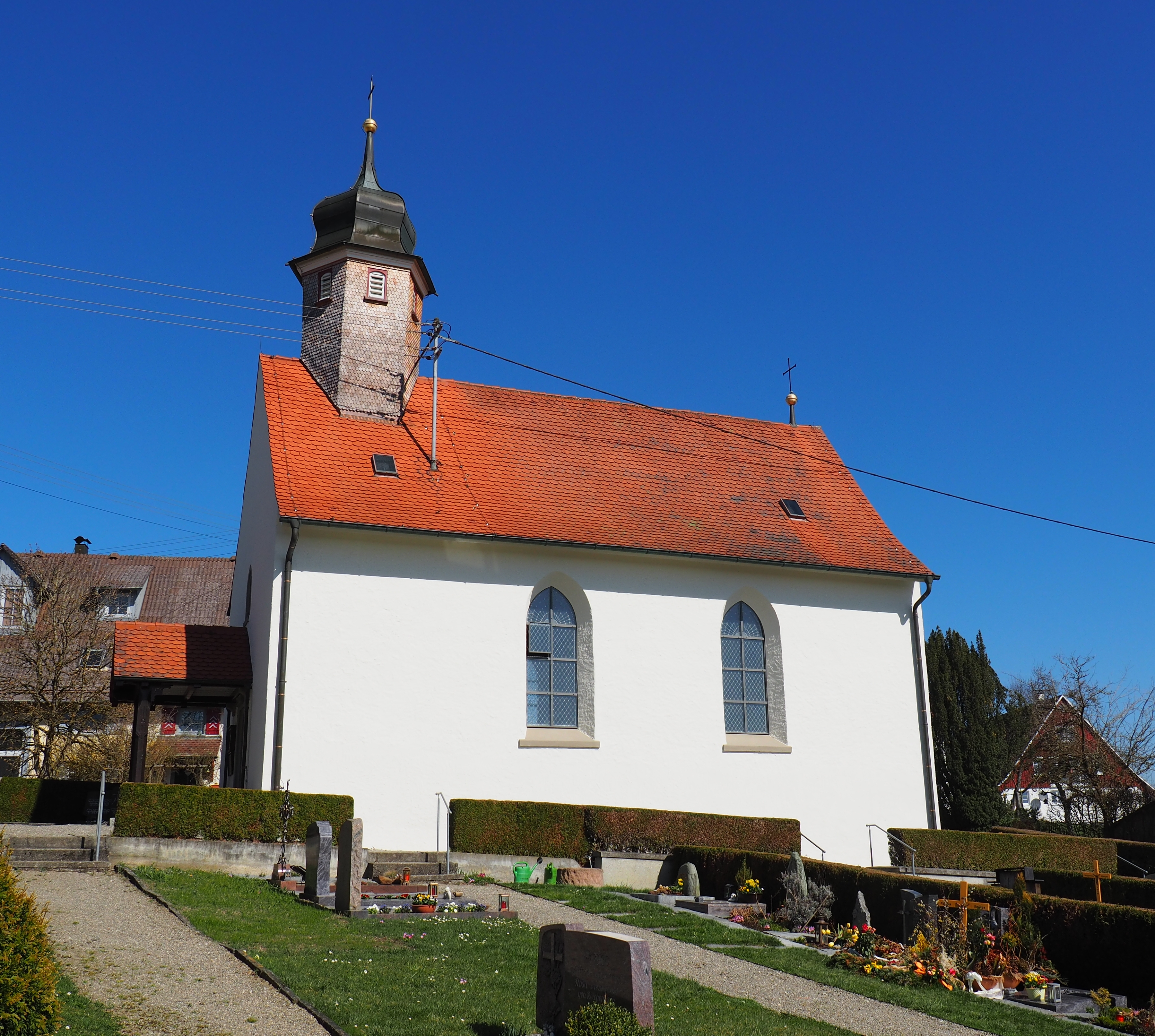
Markuskapelle in Taisersdorf

Die römisch-katholische Markuskapelle steht in Taisersdorf, einem Ortsteil der Gemeinde Owingen im Bodenseekreis in Baden-Württemberg. Die Kirchengemeinde gehört zum Erzbistum Freiburg. Das Bauwerk ist beim Landesamt für Denkmalpflege Baden-Württemberg als Baudenkmal eingetragen.

## Beschreibung

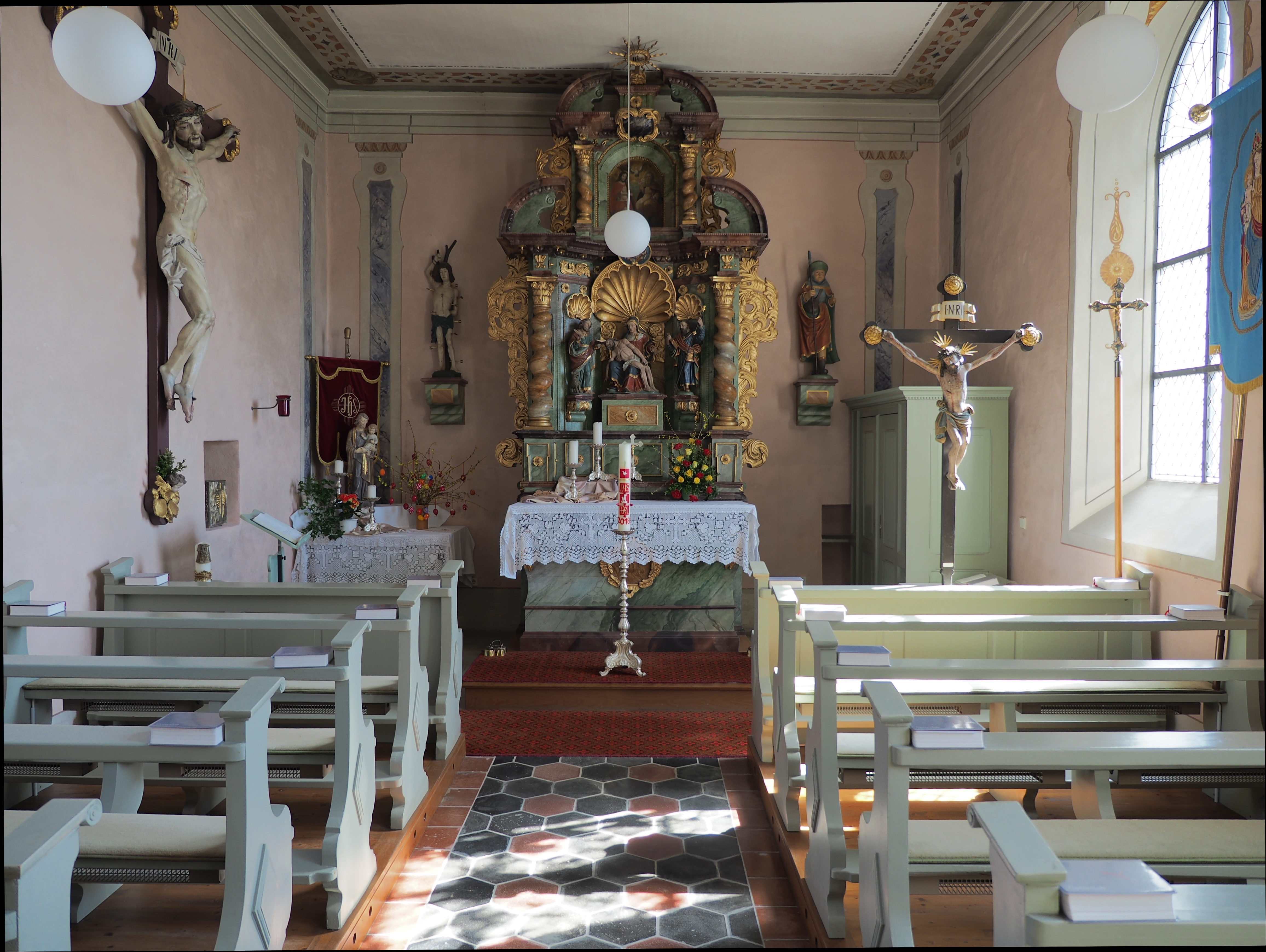
Innenraum

Die Kapelle wurde 1674 erbaut. Die Saalkirche besteht aus einem gerade schließenden Langhaus, aus dessen Satteldach sich ein quadratischer Dachreiter mit abgeschrägten Ecken erhebt, der die Turmuhr und den Glockenstuhl mit zwei Kirchenglocken beherbergt, und der mit einem spitzen Helm bedeckt ist. 
Der Innenraum wurde 1882 ausgemalt. Zur Kirchenausstattung gehören ein Altar, auf dessen Altarretabel eine Pietà dargestellt ist, und eine Votivgabe. Die Orgel auf der Empore wurde 1872 von Eduard Hieber gebaut.